# Бернс, Марк
Марк Бернс (англ. Marc Burns, род. 7 января 1983 года в Порт-оф-Спейн, Тринидад и Тобаго) — легкоатлет из Тринидада и Тобаго, который специализируется в беге на короткие дистанции. Серебряный призёр летних Олимпийских игр 2008 и 2012 годов в эстафете 4×100 метров. После дисквалификации Несты Картера за употребление допинга сборная Ямайки была дисквалифицирована, а золото Олимпиады 2008 в Пекине перешло к Тринидаду и Тобаго.

## Карьера
Одним из первых крупных стартов для Марка Бернса стали Летние Олимпийские игры 2000 года в Сиднее, где он участвовал в эстафете в возрасте семнадцати лет. Спустя год участвовал в Чемпионате мира в Эдмонтоне, где вместе с товарищами по команде из Тринидада и Тобаго завоевал серебряную медаль эстафете 4×100 метров (первоначально бегуны из Тринидада и Тобаго заняли третье место, но после того как дисквалифицировали команду США, поднялись на строчку выше в итоговом протоколе). На Панамериканских играх в 2003 году в аналогичном виде также выиграл серебряную медаль.
На Олимпийских играх в Афинах в 2004 году эстафетный квартет из Тринидада и Тобаго финишировал на седьмом месте.
На Чемпионате мира в Хельсинки в 2005 году он стал седьмым в финальном забеге со временем 10,14 секунд. В предпоследний день соревнований он выиграл серебряную медаль в эстафете 4×100 метров в составе сборной своей страны.
В 2006 году на Играх Содружества в Мельбурне он выиграл бронзовую медаль на дистанции 100 метров.
В 2008 году на Олимпийских играх в Пекине команда Тринидада и Тобаго завоевала серебряные медали, в беге на 100 метров Марк Бернс занял седьмое место.
На Чемпионате мира в Берлине в 2009 году он снова финишировал седьмым в беге на 100 метров и завоевал серебряную медаль в эстафете.
На Олимпийских играх в Лондоне в 2012 году спортсмен выиграл бронзовую медаль в эстафете 4×100 метров.